# ذخیره‌گاه طبیعی آزاس
ذخیره‌گاه طبیعی آزاس (انگلیسی: Azas Nature Reserve) یک پارک و ذخیره‌گاه طبیعی در استان تووای کشور روسیه است.